# POV Pervert
POV Pervert ist eine US-amerikanische Pornofilmreihe des Studios Jules Jordan Video. Die Reihe hat aus der Ego-Perspektive (POV, Point-of-View-Shot) gedrehte Szenen zum Gegenstand. Seit dem Jahr 2003 wurden 15 Folgen veröffentlicht. Regisseur ist Mike John.

## Darsteller
- POV Pervert 1 (2003): Alexia Knight, Ariana Jollee, Brianna Blaze, Haley Paige, Katja Kassin, Katsuni, Erik Everhard, Mike John
- POV Pervert 2 (2004): Alicia Rhodes, Gia Paloma, Jennifer Luv, Laura Lion, Misty, Sable Simms, Shelby Belle, Erik Everhard, Mike John
- POV Pervert 3 (2004): Lucy Thai, Melissa Lauren, Rayveness, Roxy Jezel, Serena South, Shawnie, Sativa Rose, Erik Everhard, Mike John
- POV Pervert 4 (2004): Carmen Hayes, Jasmine Byrne, Maxine, Missy Monroe, Tyla Wynn, Brooklynn Jade, Mike John
- POV Pervert 5 (2005): Haley Paige, Harmony Rose, Katin, Keri Sable, Piper Austin, Penny Flame, Erik Everhard, Michael Stefano, Mike John
- POV Pervert 6 (2005): Christie Lee, Hillary Scott, Lanny Barby, Reese, Riley Brooks, Vanessa Michaels, Danley Hayes, Erik Everhard, Mike John
- POV Pervert 7 (2006): Annette Schwarz, Ariel Alexus, Candace Von, Keeani Lei, Leola Jossi, Lindsey Meadows, Tiffany, Whitney Stevens, Mike John
- POV Pervert 8 (2007): Alexis Silver, Bree Olson, Lela Star, Mia Bangg, Natasha Nice, Tyra Moore, Whitney Stevens, Chavon Taylor, Mike John
- POV Pervert 9 (2007): Amy Ried, Audrey Elson, Bobbi Starr, Cody Lane, Paulina James, Rebeca Linares, Tiffany, Sable Simms, Mike John
- POV Pervert 10 (2008): Aiden Starr, Allie Foster, Britney Stevens, Rucca Page, Stacy Adams, Tatiana Kush, Velicity Von, Mike John
- POV Pervert 11 (2009): Andy San Dimas, Avy Scott, Evie Delatosso, Jessica Bangkok, Katie Cummings, Katie St. Ives, Sierra Skye, Mike John, Tim Von Swine
- POV Pervert 12 (2010): Ava Addams, Dia Zerva, Jennifer White, Rayveness, Velicity Von, Mike John
- POV Pervert 13 (2011): Aleska Diamond, Alia Janine, Baby Cakes, Charley Chase, Jynx Maze, Erik Everhard, Mike John, Tim Von Swine
- POV Pervert 14 (2011): Liza Del Sierra, Lizz Tayler, Penelope Piper, Sarah Shevon, Sasha Sweet, Erik Everhard, Mike John, Tim Von Swine
- POV Pervert 15 (2011): Adrianna Luna, Chloe Taylor, Holly Michaels, Jada Stevens, Rayveness, Mike John
- POV Pervert 16 (2013): Gabriella Paltrova, Zoey Monroe, Kat Dior, Laela Pryce, Chase Ryder
- POV Pervert 17 (2014): Carter Cruise, Serena Ali, Casey Calvert, Jodi Taylor
- POV Pervert 18 (2015): Morgan Lee, Sarah Vandella, Vicki Chase, Virgo Peridot

## Auszeichnungen
- 2005: AVN Award – Best P.O.V. Release – POV Pervert 3[1]
- 2006: XRCO Award – Best POV Movie – POV Pervert 5[2]
- 2010: XRCO Award – Best POV Movie – POV Pervert 11[3]
- 2011: XRCO Award – Best POV Series – POV Pervert[4]
- 2012: AVN Award – Best POV Series – POV Pervert[5]
- 2012: XRCO Award – Best POV Series – POV Pervert[6]
- 2014: XRCO Award - Best POV Series